# Guarda Nobre

Guarda Nobre em traje formal

Guarda Nobre em uniforme de serviço

A Guarda Nobre (em italiano: Guardia Nobile) foi uma das forças de segurança que serviram o Papa durante a história. Formada pelo papa Pio VII em 1801, era na data da sua fundação uma unidade de cavalaria. Concebida como a guarda pessoal do Papa, a unidade escoltava o chefe da igreja quando este se deslocava para fora do Vaticano. Estavam também disponíveis para missões especiais a serviço dos Estados Papais, a claro pedido do próprio Papa. Uma das maiores missões de serviço desempenhadas por esta guarda foi quando a mesma escoltou o Papa Pius VII até Paris para a coroação de Napoleão Bonaparte. Puramente uma guarda palacial, nunca participou num conflito armado durante a sua existência. Com a Risorgimento e consequente extinção dos Estados Papais, esta guarda restringiu a sua actividade aos palácios e propriedades do Vaticano. A partir deste período, pouco ou nenhum espaço havia para a guarda andar montada em cavalos, porém havia sempre dois elementos que montavam a cavalo e acompanhavam o Papa quando este passeava pelos jardins do Vaticano. Quando andar montados em cavalo foi proibido em 1904, os últimos cavalos foram vendidos. Originalmente armados com carabinas, pistolas e sabres, depois de 1870 a guarda andava apenas equipada com um sabre.
Com um recrutamento voluntário desde o início, os seus membros não eram pagos para desempenharem os seus serviços, embora recebessem uma compensação pelo uniforme que envergavam. Os recrutas eram buscados nas famílias nobres italianas. O comandante desta força era denominado como "Capitão". 
Depois de 1870, a Guarda Nobre, reduzida a um efectivos de menos de 70 homens, desempenhavam apenas funções cerimoniais como uma guarda de honra, aparecendo em público quando o Papa se dirigia à população. Durante a Segunda Guerra Mundial, a Guarda Nobre partilhava responsabilidades com a Guarda Suíça em relação à protecção e segurança do Papa. Pela primeira vez desde 1870, pistolas voltaram a ser atribuídas aos guardas. Durante a guerra, o papa era constantemente vigiado e acompanhado pela guarda.
Abolida pelo Papa Paulo VI em 1970, os veteranos têm agora uma associação de antigos guardas denominada "La Compagnia delle Lance Spezzate" (Companhia das Lanças Partidas).